# Dichelopandalus bonnieri
Dichelopandalus bonnieri är en kräftdjursart som beskrevs av Maurice Caullery 1896. Dichelopandalus bonnieri ingår i släktet Dichelopandalus och familjen Pandalidae. Enligt den svenska rödlistan är arten sårbar i Sverige. Arten förekommer i Götaland. Artens livsmiljö är havet. Inga underarter finns listade i Catalogue of Life.